# Пепе ле Пью
Пепе ле Пью (фр. Pepé Le Pew) — персонаж мультсериалов студии Warner Bros. Looney Tunes и Merrie Melodies, впервые появившийся в 1945 году. Это полосатый скунс, постоянно находящийся в поисках любви и понимания. Однако, его отталкивающий запах и агрессивность при поисках любви обычно приводят к тому, что другие персонажи от него убегают.

## Сюжет
Типичный сюжет серии обычно включает Пепе, гоняющегося за чёрной кошкой, которую Пепе ошибочно принимает за самку скунса. Кошка, которой позже дали имя Пенелопа, часто изображается с белой полосой на спине, появляющейся обычно случайно (например, из-за того, что она протискивается под свежеокрашенной изгородью). Пенелопа быстро сбегает от Пепе из-за запаха или агрессивных манер, или и того, и другого, после чего Пепе медленно прыгает ей вдогонку.

### Место действия
Обычно действие мультфильма происходит во Франции или похожей местности. Это может быть весенний Париж или маленькая деревня Не-се-Па во французских Альпах, но иногда даже пустыня Сахара, Экзотичные локации, такие как Алжир, заимствованы из сюжета фильма «Пепе ле Моко». Также иногда присутствуют романтичные локации — Елисейские поля или Эйфелева башня.

## История персонажа
Как и другие персонажи Looney Tunes, появляется в фильме «Космический джем».

## Критика
Обозреватель The New York Times Чарльз Блоу написал колонку о том, что Пепе ле Пью «внёс свой вклад в культуру изнасилований». Претензию журналиста вызвал постоянный харассмент со стороны Пепе по отношению к женским персонажам.

## Полнометражный фильм
В июле 2016 на фестивале Комик-Кон в Сан-Диего стало известно, что режиссёр и сценарист Макс Лэндис находится в процессе написания сценария художественного фильма для студии Warner Bros. Ранее полнометражный фильм уже планировался, скунса должен быть озвучивать Майк Майерс, но фильм так и не был снят.

## Озвучивание ролей
- Мел Бланк (1945—1985)
- Грег Берсон (Tiny Toon Adventures, Carrotblanca, Тайны Сильвестра и Твити)
- Морис ЛаМарш (Космический джем, Луни Тюнз: Страннее вымысла)
- Билли Уэст (Гонки Луни Тюнз, Луни Тюнз: Космическая гонка, Луни Тюнз: Снова в деле — видеоигра)
- Джо Аласки (Высокое путешествие Твити, Рождество Луни Тюнз, TomTom Луни Тюнз GPS)
- Терри Классен (Baby Looney Tunes)
- Брюс Ланоэль (Луни Тюнз: Снова в деле)
- Рене Обержонуа (Шоу Луни Тюнз, сезон 1)
- Джефф Бергман (Шоу Луни Тюнз, сезон 2, Looney Tunes: Rabbits Run)
- Эрик Бауза (Кволик, Луни Тюнз: мультфильмы)
- Кевин Шиник (Mad)